# Nicole Flint
Pour les articles homonymes, voir Flint.
Nicole Flint, née le 15 mai 1988 à Pretoria, est une animatrice de télévision et mannequin sud-africaine, élue Miss Afrique du Sud 2009.

## Biographie

### Famille et études
Nicole Flint est née le 15 mai 1988 à Pretoria. Elle est la fille d'Elizabeth et de Ian Flint. Elle fait ses études au Sutherland High School à Centurion. Son frère, Jeffrey Flint, photographe professionnel, aide sa sœur à commencer sa carrière de mannequin, notamment en envoyant des photographies d'elle à plusieurs agences de mannequin. Elle se fait finalement repérée en 2006 par l'agence de mannequins sud-africaine Ice Model Management et se consacre au mannequinat de temps à autre.
De 2007 à 2008, elle fait ses études dans le département des médias et de communication à Damelin.

### Élection Miss Afrique du Sud 2009
Nicole Flint est élue puis sacrée Miss Afrique du Sud 2009 le 13 décembre 2009 au Superbowl de Sun City à l'âge de 21 ans. Elle succède Tatum Keshwar, Miss Afrique du Sud 2008.
Elle représente l'Afrique du Sud au concours Miss Univers 2010 le 23 août 2010 au Mandalay Bay Events Center à Las Vegas, aux États-Unis. Elle se classe dans le top 10 comme l'a effectué son prédécesseur sud-africain, Tatum Keshwar. Elle offre par la même occasion sa 3e année consécutive à l'Afrique du Sud dans le classement final de Miss Univers.
Elle participe le 30 novembre 2010 au concours Miss Monde 2010 où elle atteint le top 25 au Crown of Beauty Theatre de Sanya, en Chine. Elle offre également à l'Afrique du Sud sa 3e année consécutive au sein du classement final de Miss Monde comme elle l'a fait précédemment au concours Miss Univers.

#### Parcours
- Miss Afrique du Sud 2009 au Superbowl de Sun City.
- Top 10 au concours Miss Univers 2010 à Las Vegas, aux États-Unis.
- Top 25 au concours Miss Monde 2010 à Sanya, en Chine.

### L'Après Miss Afrique du Sud
Nicole Flint est choisie par les internautes comme co-animatrice dans la saison 4 de l'émission de télé-réalité sud-africaine Tropika Island of Treasure entre Carly Fields, Stephanie Schildknecht et Pearl Thusi. Elle présente l'émission avec l'animateur de télévision sud-africain Thato Sikwane au Cancún, au Mexique. 
Elle interprète en 2012 le rôle de Lilly, une jeune femme qui souhaite se défaire de sa vie qu'elle a vécue en ville en s'installant au Dinaledi Lodge mais suscite la jalousie du personnel à cause de sa beauté dans la série télévisée sud-africaine The Wild.
Elle participe le 14 juillet 2015 à la 2e édition de Relate Bracelets en compagnie de Braam Malherbe, Matthew Booth et d'autres personnalités. L'événement a eu lieu pour soutenir les associations caritatives y compris Ikamva Labantu, Reach for a Dream, Grassroots Soccer, Fondation Amy Biehl, Operation Smile, the Endangered Wildlife Trust et Goodbye Malaria dont Nicole Flint en ait l'amabassadrice. 
Elle devient l'une des ambassadrices de Green Monday en Afrique du Sud en 2015.

### Vie privée
Nicole Flint se fiance le 2 janvier 2014 avec l'acteur sud-africain Tyrone Keogh avec qui elle l'avait fréquenté pendant deux ans. Seulement, un mois plus tard, le couple se sépare.
Elle épouse le 19 janvier 2016 l'homme d'affaires sud-africain, David van Heerden avec lequel elle s'est fiancée en mai 2015 au Cranford Country Lodge dans les Midlands du Kwazulu-Natal. Elle donne naissance à un garçon en 2017.

## Télévision
- 2012 : The Wild : Lilly (saison 1)
- 2020 : The Wild : Lilly (saison 2)